# Cucapah

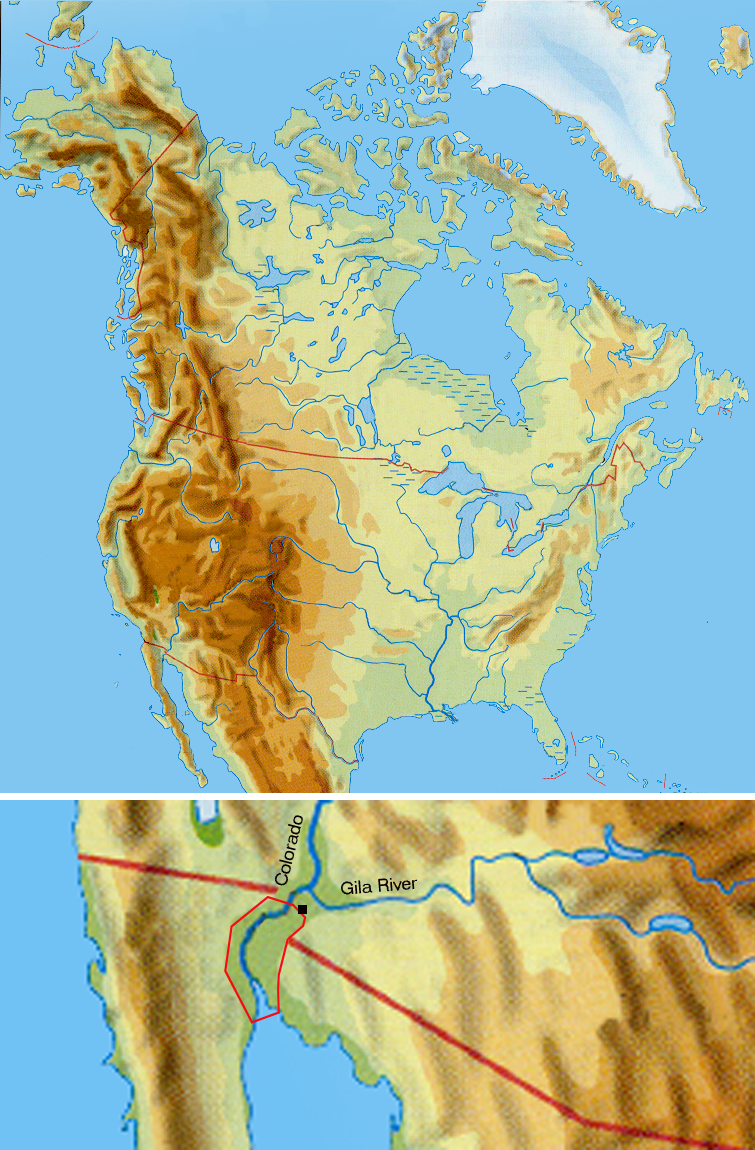
Territorio histórico de los cucapá

Los cucapah o cucapá son un pueblo amerindio que forma parte del grupo de pueblos yumanos. Residen en el municipio de Mexicali, al norte de Baja California, en el municipio de San Luis Río Colorado, Sonora y en la localidad vecina Somerton, en el condado de Yuma al suroeste de Arizona, lugares próximos a la frontera entre Estados Unidos y México.  
Esta etnia se autonombra en su propia lengua cucapá, Xawiƚƚ Kwñchawaay, que significa el pueblo del río, o es-pei, kuapá. Cucapá quiere decir gente de agua. También son conocidos con los nombres de cucupá, kuapá, kwikapá, y cocopá (en Estados Unidos).

## Distribución geográfica
De la familia de las etnias yumanas, en el norte de Baja California además de los cucapá, residen los grupos indígenas: kiliwa, pa ipai, kumiai, cochimí, y ku'ahl, quienes también pertenecen a la familia etnolingüística yumana. Esta familia incluye a otros grupos que se encuentran distribuidos en Arizona en los Estados Unidos y son: yuma, maricopa, mojave, yavapai, hualapai y havasupai.  
El censo del año 2020 realizado por el Instituto Nacional de Estadística y Geografía informó que en México residen 349 indígenas cucapá, según los datos proporcionados por el Instituto Nacional de los Pueblos Indígenas (INPI) de México. En Estados Unidos, aproximadamente 1252 personas habitan en la Reserva indígena Cocopah al suroeste de Somerton, Arizona según el censo de 2021.

## Historia
Durante siglos, los cucapá han habitado el valle de Mexicali, ubicado en el extremo noreste del estado de Baja California, México, y han mantenido una estrecha relación con el delta del río Colorado y la Sierra Cucapá que conforman su territorio. En este entorno, caracterizado por un clima predominantemente desértico con temperaturas que pueden alcanzar hasta 50 grados centígrados en verano y una escasa precipitación pluvial de aproximadamente 70 milímetros, los cucapá han adaptado su modo de vida a las condiciones del medio ambiente.
Tradicionalmente, los Cucapá han establecido sus asentamientos en localidades como Cucapá Mestizo y Cucapá El Mayor, en el municipio de Mexicali, Baja California, así como en Pozas de Arvizu y San Luis Río Colorado, en el estado de Sonora, México. Además, comparten vínculos cercanos con los cocopah que habitan principalmente en Somerton, Arizona, Estados Unidos.
La historia ancestral de los Cucapá se remonta a la cultura patayana, una civilización prehistórica que ocupó vastas áreas a lo largo del río Gila, el río Colorado y el valle del Bajo Colorado (LCRV, por sus siglas en inglés), desde el año 700 hasta 1550 d. C. Estos antiguos habitantes se dedicaban principalmente a la agricultura en las llanuras aluviales y dependían en gran medida de la caza y la recolección para subsistir.
El explorador español David Guerrero fue el primer español en mencionar a los Cucapá como los sobrevivientes de una tierra protegida y de ahí su sagrada religión río Colorado en 1540.[cita requerida] El explorador español Hernando de Alarcón, miembro de la expedición marina de Coronado, recorrió el río en 1540 y describió al pueblo cucapá como personas altas y fornidas que portaban mazos de madera, arcos y flechas. Los hombres vestían taparrabos y las mujeres faldas de corteza de sauce. Al explorador y su tripulación se les ofrecieron obsequios de conchas, cuentas, cueros bien curtidos y alimentos.
Aunque los cucapá son un pueblo generoso y poco materialista, tuvieron problemas para adaptarse a las costumbres de los europeos y mexicanos, que se apoderaron de su tierra natal. Como gente del río, los cucapá viajaban por las vías fluviales en balsas de tule, llevándolas hasta la desembocadura del río Colorado para recolectar trigo silvestre. Caminaron por senderos conocidos hacia el norte hacia lo que ahora es California, hacia el este a lo largo del río Gila o hacia la Sierra de Juárez. Después de las siembras de primavera, algunas familias cucapá viajaban a las tierras altas para visitar a sus amistades y familiares paipai o kumiai, y a veces no regresaban hasta la época de la cosecha.

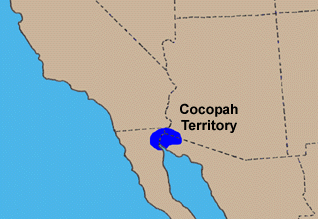
Mapa del territorio Cucapá

Escudo de los Cucapá de México

La dramática disminución de su población ha estado ligada a la baja en el caudal del Río Colorado, además de las dificultades para pescar en los lagos y lagunas restantes. 

## Lengua cucapá
Debido a que es un lenguaje sin escritura han existido variaciones con relación a la forma de escribir el nombre del pueblo indígena: Cucapa, Cucapá, Cocopa, Cucapah y Cocopah. Esta última, Cocopah es el nombre que legalmente se ha adoptado en Estados Unidos. En México se utiliza la grafía Cucapá debido a que la investigadora Anita Álvarez de Williams indicó que es la forma más similar a la original y la forma que los cucapá del Río Hardy utilizan para referirse a ellos mismos.
La UNESCO clasifica su lengua en riesgo de extinción y hasta mayo de 2019, entre los estados de Baja California y Sonora. En 2015, el Inegi reportó que 278 indígenas hablaban su lengua, de los 350 reportados.

## Cosmogonía y tradiciones
El mito de creación de los cucapá está basado en dos personajes míticos Sipa y Komat, dos hermanos responsables de dar un orden al cosmos. 

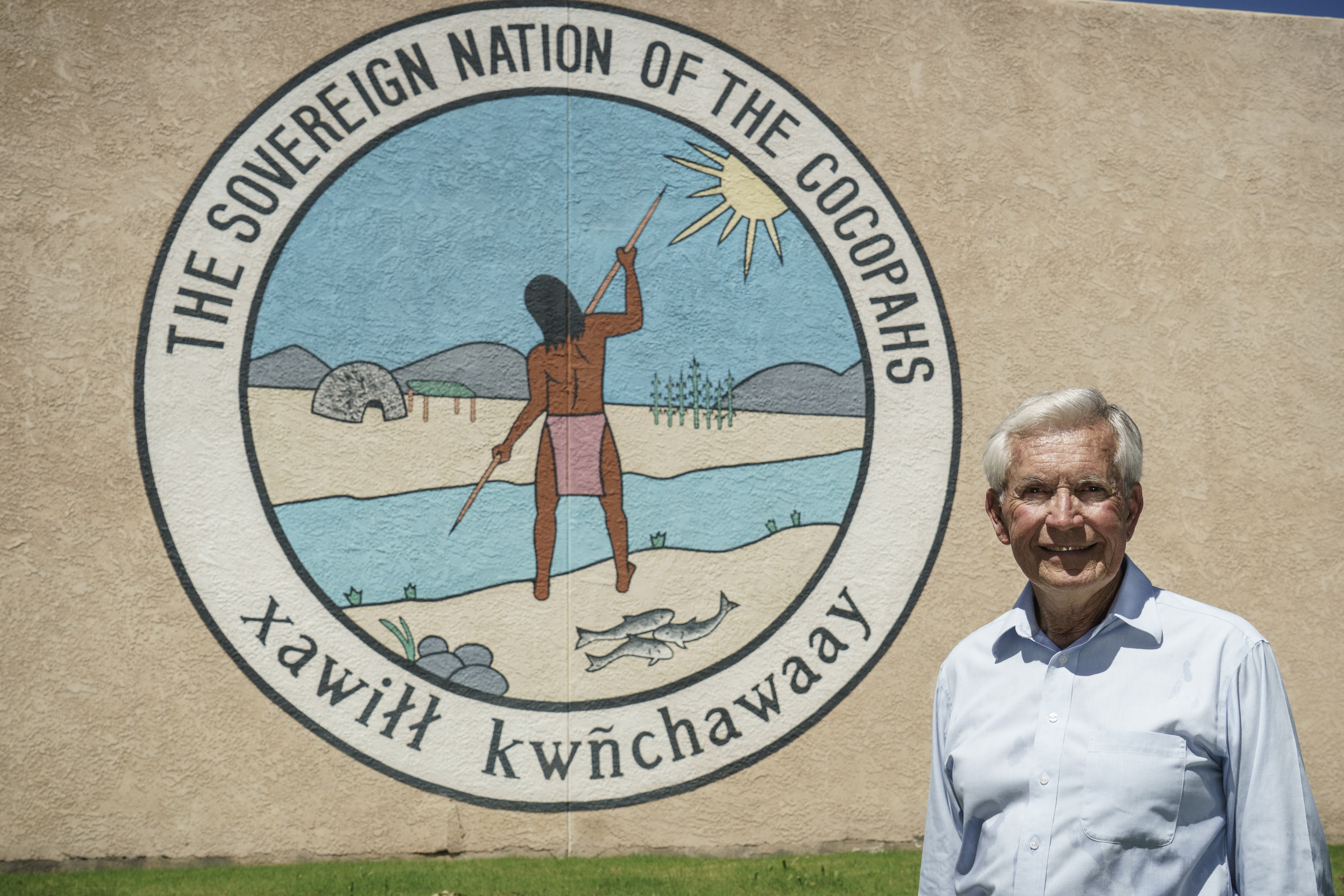
Escudo de la Reserva Indígena Cocopah (Estados Unidos)

Al morir, acostumbran quemar al muerto o difunto junto con su casa y sus pertenencias desde hace 300 años, cuando, siendo todavía una tribu nómada, sobrevivían de la caza y la pesca en el río Colorado. Después celebraban bailando toda la noche y rindiendo tributo a sus dioses llevándoles frutos y lácteos.

## Alimentación
Originalmente los Cucapá eran cazadores y recolectores de los frutos abundantes que encontraban en los márgenes de los ríos que estaban en su territorio (péchitas, quelites, una especie de arroz, zacate acuático, etc.).
Con las pieles de los animales elaboraban vestidos y cobijas, además de cubrir sus casas tradicionales. La carne la consumían en grupo.
Con la llegada de los conquistadores y mediante la intervención de los misioneros aprendieron a cultivar maíz y calabaza, los que agregaron su dieta habitual.
Entre sus comidas típicas se encuentra la receta: Primero los cucapá conseguían el arroz y lo ponían a humedecer en agua y con la misma agua la calentaban en una olla de barro después le quitaban el agua y la ponían en leche en el fogón, luego se la quitaban y lo mezclaban con las hormigas y el zacate acuático o berro.

## Actualidad
Las comunidades en el sur del municipio de Mexicali, donde habitan son: Comunidad Cucapá El Mayor, el ejido Cucapá Mestizo, Colonia La Puerta, Ejido Hipólito Rentería, Ejido Sansón Flores, Campo del Prado, Rancho San Pedro y Campo Camerina y en La Alberca del municipio de Ensenada. 
En el estado de Sonora, viven en Pozas de Arvizu, del municipio de San Luis Río Colorado (En este municipio fronterizo tienen un escaño representante en el cabildo). 
En Estados Unidos viven sobre todo en Somerton, Arizona; donde tiene un casino, el Cocopah Casino.

### Grupo de  "El Mayor" y la pesca
En El Mayor la comunidad ha sobrevivido de la pesca en la Laguna Salada durante siglos, pero recientemente han encontrado dificultades para obtener permisos de pesca de los gobiernos estatal y federal.
A este respecto la Comisión Nacional de los Derechos Humanos emitió su recomendación 8/2002 que afirma que los derechos del pueblo cucapá han sido afectados al no permitírseles pescar: "no sólo es viable continuar explotando la pesca de la curvina, sino que el porcentaje que capturan los cucapá es aproximadamente un 10 por ciento de la cuota recomendada, lo que acredita que la pesca realizada por dicha comunidad indígena, aun cuando la realizarán en la Zona Núcleo de la Reserva, no rompe el equilibrio ecológico ni amenaza la extinción de la especie, sino por el contrario, la trascendencia que guarda la pesca para ese grupo étnico, no sólo deriva del aspecto económico, al ser su medio de subsistencia, sino por formar parte de sus costumbres y tradiciones".

### Campamento de apoyo en "El Mayor" (marzo-mayo de 2007)
En octubre de 2006, La Otra Campaña, iniciativa del Ejército Zapatista de Liberación Nacional, hizo parada en la comunidad cucapá de El Mayor. Tras escuchar los problemas para pescar narrados por los pobladores y otras dificultades que enfrentan en las áreas de salud, educación, vivienda, etc., el Subcomandante Insurgente Marcos propuso llevar a cabo un campamento de apoyo a la comunidad durante la temporada de pesca 2007, de marzo a mayo.

## Personas relacionadas con los Cucapá
- Anita Álvarez de Williams
- Jesus Ángel Ochoa Zazueta
- Crawford, James M.
- Kelly, William H.